# Debeloglavci
Debeloglavci (lat. Hesperiidae) porodica su sitnih danjih leptira krila promjera 2 do 3 cm, kojima tako brzo mašu u letu da se čuje zujanje. Tijelo im je snažno, savijena ticala završavaju kukicom. Osnovna boja je smeđa ili crna s bijelim, žutim ili tamnim pjegama. Većina prezimljava u obliku gusjenice.
Najpoznatije su vrste: sljezov pjegavi debeloglavac ili sljezovčar (Pyrgus malvae), tamni debeloglavac ili crni debeloglavac (Erynnis tages), žutošareni debeloglavac  (Carterocephalus palaemon), smeđi debeloglavac (Thymelicus lineola), riđi debeloglavac (Ochlodes venatus).
Debeloglavci su nekada uključivani u posebnu natporodicu sumračnici (Hesperioidea)

## Popis rodova
- Vidi kompletan popis rodova

## Vanjske poveznice
|  | Zajednički poslužitelj ima još gradiva o temi Hesperiidae |
|  | Wikivrste imaju podatke o taksonu Hesperiidae             |